# Петровац (Прокупље)
Петровац је насељено место града Прокупља у Топличком округу. Према попису из 2022. било је 215 становника (према попису из 1991. било је 367 становника).

## Демографија
У насељу Петровац живи 364 пунолетна становника, а просечна старост становништва износи 47,3 година (45,2 код мушкараца и 49,8 код жена). У насељу има 151 домаћинство, а просечан број чланова по домаћинству је 2,89.
Ово насеље је великим делом насељено Србима (према попису из 2002. године).
|  |

| Демографија | Демографија | Демографија |
| Година      | Становника  | Становника  |
| ----------- | ----------- | ----------- |
| 1948.       | 795         |             |
| 1953.       | 824         |             |
| 1961.       | 834         |             |
| 1971.       | 682         |             |
| 1981.       | 615         |             |
| 1991.       | 367         | 361         |
| 2002.       | 436         | 457         |

| Етнички састав према попису из 2002.‍ | Етнички састав према попису из 2002.‍ | Етнички састав према попису из 2002.‍ | Етнички састав према попису из 2002.‍ | Етнички састав према попису из 2002.‍ |
| ------------------------------------ | ------------------------------------ | ------------------------------------ | ------------------------------------ | ------------------------------------ |
|                                      |                                      |                                      |                                      |                                      |
| Срби                                 | Срби                                 |                                      | 401                                  | 91,97%                               |
| Роми                                 | Роми                                 |                                      | 3                                    | 0,68%                                |
| Хрвати                               | Хрвати                               |                                      | 1                                    | 0,22%                                |
| непознато                            | непознато                            |                                      | 30                                   | 6,88%                                |

| Година пописа     | 1948. | 1953. | 1961. | 1971. | 1981. | 1991. | 2002. |
| ----------------- | ----- | ----- | ----- | ----- | ----- | ----- | ----- |
| Број домаћинстава | 129   | 135   | 145   | 160   | 159   | 118   | 151   |

| Број чланова      | 1  | 2  | 3  | 4  | 5  | 6  | 7 | 8 | 9 | 10 и више | Просек |
| ----------------- | -- | -- | -- | -- | -- | -- | - | - | - | --------- | ------ |
| Број домаћинстава | 36 | 53 | 14 | 16 | 11 | 16 | 4 | 0 | 1 | 0         | 2,89   |

| Пол    | Укупно | Неожењен/Неудата | Ожењен/Удата | Удовац/Удовица | Разведен/Разведена | Непознато |
| ------ | ------ | ---------------- | ------------ | -------------- | ------------------ | --------- |
| Мушки  | 196    | 35               | 128          | 27             | 5                  | 1         |
| Женски | 178    | 17               | 125          | 29             | 3                  | 4         |
| УКУПНО | 374    | 52               | 253          | 56             | 8                  | 5         |

| Пол    | Укупно                    | Пољопривреда, лов и шумарство | Рибарство                            | Вађење руде и камена | Прерађивачка индустрија       |
| ------ | ------------------------- | ----------------------------- | ------------------------------------ | -------------------- | ----------------------------- |
| Мушки  | 108                       | 66                            | 0                                    | 0                    | 17                            |
| Женски | 38                        | 29                            | 0                                    | 0                    | 3                             |
| УКУПНО | 146                       | 95                            | 0                                    | 0                    | 20                            |
| Пол    | Производња и снабдевање   | Грађевинарство                | Трговина                             | Хотели и ресторани   | Саобраћај, складиштење и везе |
| Мушки  | 3                         | 2                             | 2                                    | 0                    | 3                             |
| Женски | 0                         | 0                             | 1                                    | 0                    | 1                             |
| УКУПНО | 3                         | 2                             | 3                                    | 0                    | 4                             |
| Пол    | Финансијско посредовање   | Некретнине                    | Државна управа и одбрана             | Образовање           | Здравствени и социјални рад   |
| Мушки  | 0                         | 0                             | 10                                   | 2                    | 0                             |
| Женски | 1                         | 0                             | 1                                    | 0                    | 2                             |
| УКУПНО | 1                         | 0                             | 11                                   | 2                    | 2                             |
| Пол    | Остале услужне активности | Приватна домаћинства          | Екстериторијалне организације и тела | Непознато            | Непознато                     |
| Мушки  | 1                         | 0                             | 0                                    | 2                    | 2                             |
| Женски | 0                         | 0                             | 0                                    | 0                    | 0                             |
| УКУПНО | 1                         | 0                             | 0                                    | 2                    | 2                             |